# 侯拉爾

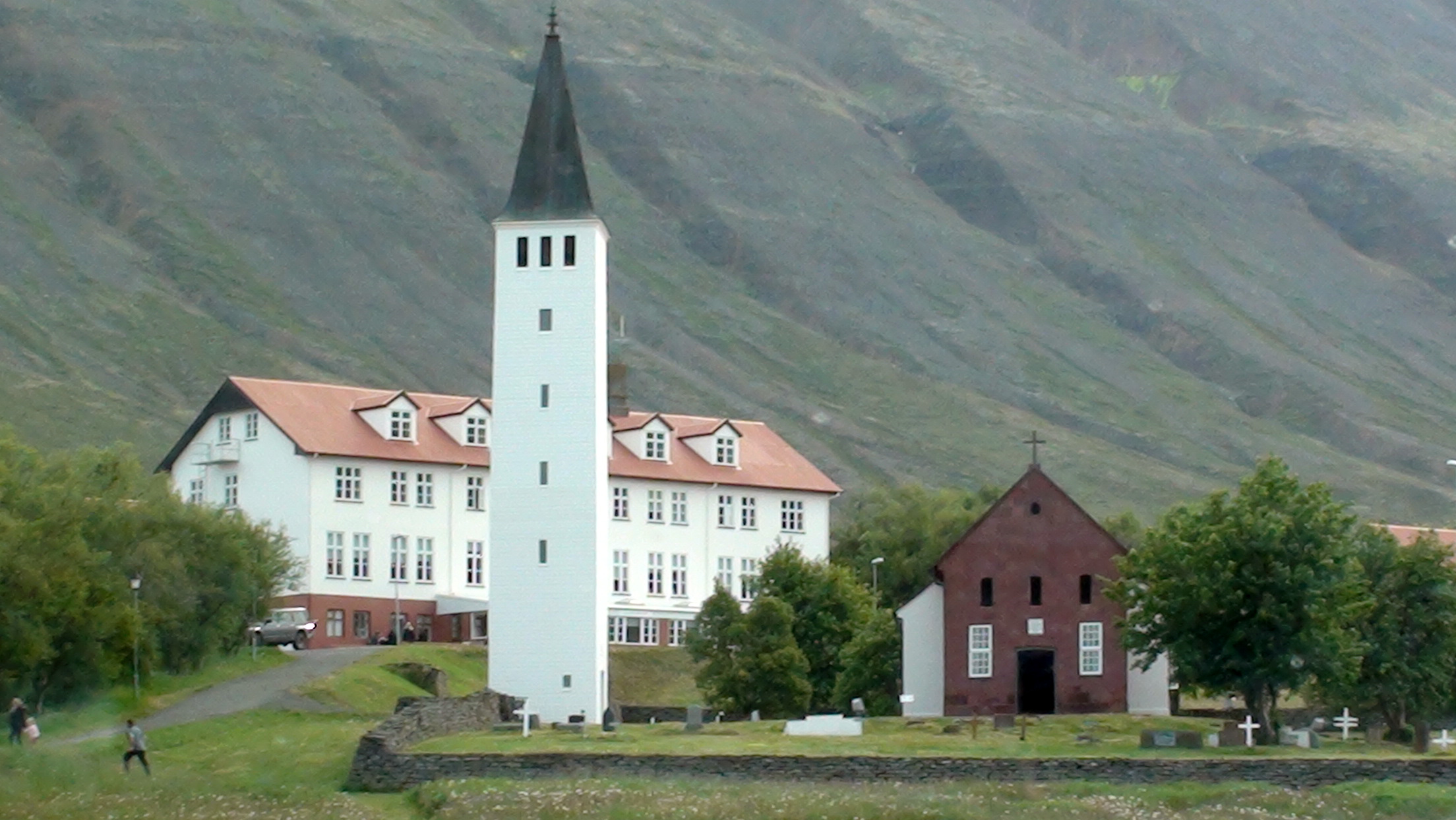
侯拉尔教堂

侯拉爾是冰島西北區斯卡加菲厄泽市镇内的村庄，位於該國北部，距離首都雷克雅未克379公里，始建於1106年，鎮上的大教堂建於1763年，2023年人口106。